# Нотофагус березовий
Нотофагус березовий (Nothofagus betuloides) — один з південноамериканських видів нотофагус. Першим з європейців його відкрив Джозеф Бенкс під час першої подорожі Джеймса Кука.

## Ареал
Ареал — південь Південної Америки, включаючи архіпелаг Вогняна Земля. На північ в Чилі простягається до 40° південної широти і острова Чилое, в Аргентині поширений лише в південній Патагонії. Нотофагус березовий — одне з найбільш південних дерев планети (хоча ареал листопадного нотофагус антарктичного простягається ще південніше). Зустрічається на узбережжі і до висоти 500 м над рівнем моря.

## Опис виду

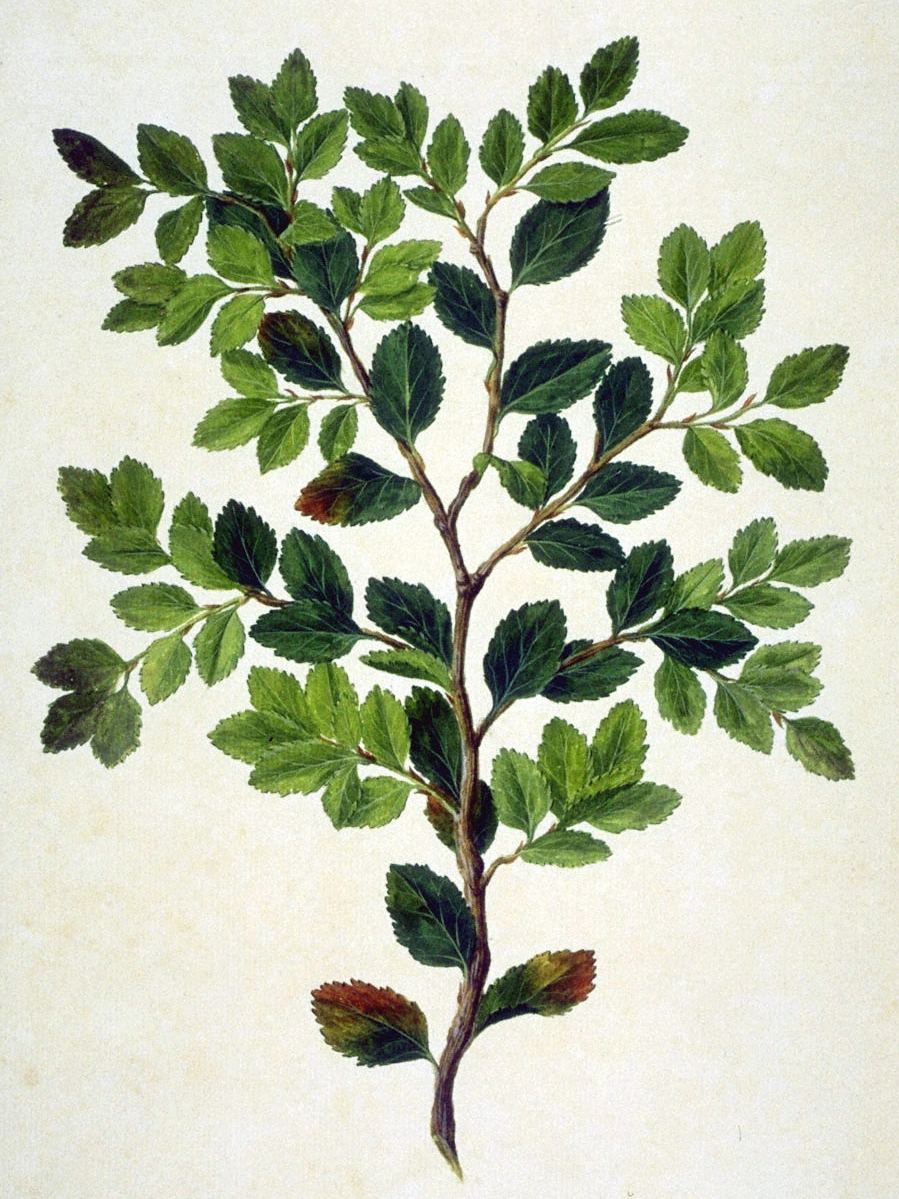
Листя нотофагус березового

Нотофагус березовий — вічнозелена рослина висотою до 25 м, нижня частина стовбура практично позбавлена гілок, вгорі — розлога крона. Дерева добре переносять морози до -20° С, але не виносять спеки і посухи.

## Інтродукція
Як лісова культура цей вид був інтродукований в Шотландії і на Фарерах, але подальшого поширення не отримав. Одинично вирощується в ботанічних садах Західної Європи.